# Aice5
Aice5（アイス）は、日本の声優ユニット。2005年10月29日から2007年9月20日までスターチャイルドで活動した後、2015年7月17日からEVIL LINE RECORDSで活動している。

## メンバー
| 名前         | イメージカラー |
| ------------ | -------------- |
| 堀江由衣     | 水色（青）     |
| 神田朱未     | 赤             |
| たかはし智秋 | 紫             |
| 浅野真澄     | 緑             |
| 木村まどか   | 黄色           |

メンバーは堀江が勧誘しており、理由は以下の通りである。
神田朱未
テレビアニメ『ウルトラマニアック』で共演して以来、二人で沖縄旅行に行くような仲の良さから。また神田は声優ユニット「DROPS」のメンバーでもあり「DROPSをやっていた時から誘われていた」と打ち明けている。
たかはし智秋
テレビアニメ『双恋』のアフレコ現場で、隣の席でよく話していたことから。当初は乗り気でなかったが、堀江が「ふりふりの服も似合うよ」と説得した。本人いわく「とりあえず入ってみたら、いつのまにか大事（おおごと）になっていた」とのこと。
浅野真澄
テレビアニメ『まほらば』の共演で仲良くなったことから。これについて本人は「『スパイラル』の時からでしょ!?」と反論している（同作品はスターチャイルドレーベル作品ではないため、堀江は立場上、意図的に外したものと思われる）。
木村まどか
テレビアニメ『魔法先生ネギま!』の共演で親しくなったことから。堀江は以前から周囲に「メンバーにする」と宣言していた。

## 概要
- 堀江由衣が声優ユニット「DROPS」に刺激されて、自らリーダーとなり結成した。
- ユニットを表す手の形があり、親指・小指を立て中3本を軽く丸めるという、各アルファベットを表す指の形を組み合わせて考案した（DROPSの楽曲「バカップル」の振付に出てくるものと似ている）。
- 堀江はメンバーを評して「声優界で不器用に生きている人達」と発言している。
- お披露目イベント当日は、会場の秋葉原駅前広場周辺が雨の中で大変混雑しており、広場を見渡せる駅のホームからイベントを眺める人が多かった。しかも開始時刻直前に「堀江の到着が遅れる」とアナウンスされ、イベント開始が大幅に遅れている。また、このイベントは開始時間の遅れに対する延長は無く、その後に行われるライブイベントの開始予定時刻に合わせて、終了予定時間通りに終了している。なお、たかはしは「萌え1年目」と発言しており、同調して浅野も発言するが、ファンから受け入れられずに抗議している。衣装については、堀江の構想であることをたかはしが打ち明けている。
- たかはしは堀江に「エロ服及び豹柄禁止令」を出されたが、レコーディング時に破ることもある。
- たかはしが発したギャグは、他のメンバーの不評を買うことがよくあり、本人曰く「笑点でいうと林家こん平の役回り」とのこと。
- 2015年に結成された声優ユニット・イヤホンズは、実質上の妹分にあたる。

### 略歴
2004年
- 9月18日：ラジオ番組『白石涼子のシカイ良好☆ふんたららん』に出演した際に堀江がDROPSにやきもちをして、新たなユニットを結成しようとしており、浅野などを加入させようとしていると発言した。

2005年
- 10月29日：『秋葉原エンタまつり』内のイベントで、堀江由衣謎の新ユニットお披露目トークショー＆オンステージを開催して結成発表をする。
- 10月30日：オフィシャルホームページが開設される。
- 11月7日：アニメロミックスで『Get Back』の着うたが独占配信される。

2006年
- 3月11日：STARCHILD DREAM in KOBEに出演して、デビューシングル『Get Back』が先行販売され、用意した1500枚が約2時間で完売する。
- 4月26日：『天然女子高物語 ドラマCD feat.Aice5』が発売され、声優として声の出演・イメージソングを収録する。
- 5月3日：デビューシングル『Get Back』が、アニメイトで限定発売される。
- 5月24日：2ndシングル『Believe My Love/友情物語』が発売される。
- 8月21日：ラジオ番組『Aice5 In Wonder RADIO』が配信開始される。
- 10月25日：3rdシングル『Love Power』が発売される。

2007年
- 2月14日：1stアルバム『Love Aice5』が発売される。
- 4月25日：4thシングル『Brand new day』が発売される。
- 4月29日 - 5月6日：初ライブツアー「Aice5 1st Tour 2007 “Love Aice5”」が開催され、5thシングル『Letter』を先行販売する。最終日の公演終了直後、会場のスクリーンに映された映像により、9月20日をもって解散することが発表される。
- 5月23日：5thシングル『Letter』が、アニメイトで限定発売される。
- 8月22日：1stライブDVD『Aice5 1st Tour 2007 "Love Aice5" 〜Tour Final!!〜』が発売される。
- 9月5日：ラストシングル『Re.MEMBER』が発売される。
- 9月20日：ラストコンサート「Aice5 Final Party LAST Aice5」が、横浜アリーナにて開催される。写真集「Aice5メモリアルフォトブック〜recollection」も発売される。

2008年
- 2月14日：ラストライブDVD『Aice5 Final Party LAST Aice5 in 横浜アリーナ』が発売される。

2010年
- 12月10日：この日発売された『声優グランプリ』2011年1月号において、表紙・巻頭特集で登場。また、この関連の特別企画として声優グランプリが用意した期間限定Twitter専用アカウント（@Aice5_seigura。11月10日開設、12月10日更新終了、2011年1月7日以降廃止）にメンバーのつぶやきが投稿された。

2015年
- 7月17日：結成10周年となり、メンバーの浅野真澄が原作を担当しているテレビアニメ『それが声優!』への出演が決定。妹分ユニット・イヤホンズの結成・活動開始を期に、再始動が発表される[1]。再始動した理由を堀江は自身のラジオで「Aice5のメンバーで作ったLINEグループで『Aice5再始動しない？』と問いかけたところ、全員が承諾したから。」と語っている。8月14日 - 16日に開催されるコミックマーケット88にてコレクションアルバムを、9月30日に新たなシングルをリリースすることを発表した。
- 9月30日：結成10周年を記念した7thシングル『Be with you』が発売される。
- 11月21日：コミックマーケット88にて発売したコレクションアルバムに7thシングル『Be with you』収録曲と新曲を加えたベストアルバム『Aice5 ALL SONGS COLLECTION』を発売。
- 11月22日：妹分ユニット・イヤホンズとのツーマンライブ「イヤホンズ vs Aice5 〜それがユニット！〜」を開催。

## エピソード
- よく「Alice5（アリス）」と間違えられる。また、「アイスファイブ」というように「5」の部分を読まれてしまうこともある。
- STARCHILD FESTIVAL 2007 Springのビデオメッセージにて、林原めぐみがAice5の6番目のメンバーを名乗っていた。
- 『Wnn』の変換ソフトが入ってる携帯電話で「あいす」と変換すると「Aice5」と出る。
- 『Re.MEMBER』のカップリング曲、「裏・友情物語」は、彼氏のいない女友達が集っている内容の歌となっているが、曲の最後に神田が「ごめん、お先に！」と抜け駆けをほのめかす発言をし、他メンバーが「えーっ！？」と驚くいうやり取りが収録されている。このCDの発売から5年近く経過した2012年7月20日、神田が入籍を発表、（公表されている中で）初のメンバーの結婚であり、ネット上の一部でこのやり取りが「現実となった」との指摘がされた[2]。神田自身もエフエム愛知でパーソナリテイーをしている神田朱未のわたしのすきなこと。（2012年9月2日放送分）で、「裏・友情物語」のエピソードを取り上げた。
- 再起動後、初の参加イベントとなった「イヤホンズ vs Aice5 〜それがユニット！〜」開催直前に、たかはしが右足アキレス腱を断裂して全治3〜6ヶ月と診断されたが[3]、予定通り出演した[4]。

## ディスコグラフィ

### シングル
| 枚  | 発売日         | タイトル                 | 規格品番   | 規格品番  | オリコン 最高位 |
| 枚  | 発売日         | タイトル                 | 初回限定盤 | 通常盤    | オリコン 最高位 |
| --- | -------------- | ------------------------ | ---------- | --------- | --------------- |
| 1st | 2006年3月11日  | Get Back                 |            | SCRF-19   |                 |
| 2nd | 2006年5月24日  | Believe My Love/友情物語 | KICM-91165 | KICM-1165 | 7位             |
| 3rd | 2006年10月25日 | Love Power               | KICM-91181 | KICM-1181 | 13位            |
| 4th | 2007年4月25日  | Brand new day            |            | KICM-1201 | 21位            |
| 5th | 2007年4月29日  | Letter                   | NMAX-80001 | 39位      |                 |
| 6th | 2007年9月5日   | Re.MEMBER                | KICM-91215 | KICM-1214 | 16位            |
| 7th | 2015年9月30日  | Be with you              |            | KICM-1629 | 22位            |

### アルバム
| 枚     | 発売日         | タイトル                   | 規格品番                      | 規格品番    | オリコン 最高位 |
| 枚     | 発売日         | タイトル                   | 初回限定盤                    | 通常盤      | オリコン 最高位 |
| ------ | -------------- | -------------------------- | ----------------------------- | ----------- | --------------- |
| 1st    | 2007年2月14日  | Love Aice5                 |                               | KICS-1293   | 8位             |
| ベスト | 2015年8月14日  | Aice5 ALL SONGS COLLECTION | NKCD-6711/2【それが声優！盤】 |             |                 |
| ベスト | 2015年11月21日 | Aice5 ALL SONGS COLLECTION | KICS-93326/7                  | KICS-3326/7 | 25位            |

### ライブ映像
| 枚         | 発売日        | タイトル | 規格品番    | 規格品番 | オリコン 最高位         |
| 枚         | 発売日        | タイトル | DVD         | BD       | オリコン 最高位         |
| ---------- | ------------- | --- | ----------- | -------- | ----------------------- |
| ※          | 2007年3月7日  | 乙女はお姉さまに恋してる DVD第3巻限定版特典映像「〜聖應女学院へようこそ〜 in 川崎 スペシャルダイジェスト！！」 |             |          |                         |
| 1st        | 2007年8月22日 | Aice5 1st Tour 2007 "Love Aice5" 〜Tour Final!!〜                                                              | KIBM-149/50 | 15位     |                         |
| 2nd        | 2008年2月14日 | Aice5 Final Party LAST Aice5 in 横浜アリーナ                                                                   | KIBM-161/2  | 6位      |                         |
| 合同ライブ | 2016年3月23日 | イヤホンズ vs Aice5 〜それがユニット！〜 NHKホール公演                                                         | KIBM-571/2  | KIXM-232 | 182位（DVD） 34位（BD） |

### コンピレーション等
| 発売日         | 商品名                               | 歌    | 楽曲                                    | 備考                                                             |
| -------------- | ------------------------------------ | ----- | --------------------------------------- | ---------------------------------------------------------------- |
| 2006年4月26日  | 天然女子高物語 ドラマCD feat.Aice5   | Aice5 | 「Natural Fly」                         | ドラマCD『天然女子高物語 ドラマCD feat.Aice5』オープニングテーマ |
| 2006年4月26日  | 天然女子高物語 ドラマCD feat.Aice5   | Aice5 | 「Word I need」                         | ドラマCD『天然女子高物語 ドラマCD feat.Aice5』エンディングテーマ |
| 2007年8月17日  | パラトラ☆コミケ                      | Aice5 | 「Love Power（OVERHEAD CHAMPION MIX）」 |                                                                  |
| 2009年12月23日 | スタ☆リミ STARCHILD REMIX COLLECTION | Aice5 | 「Get Back〜club High-strung Mix〜」    |                                                                  |

### タイアップ曲
| 楽曲          | タイアップ                                                       | 時期   |
| ------------- | ---------------------------------------------------------------- | ------ |
| 友情物語      | テレビアニメ『いぬかみっ!』エンディングテーマ                    | 2006年 |
| Natural Fly   | ドラマCD『天然女子高物語 ドラマCD feat.Aice5』オープニングテーマ | 2006年 |
| Word I need   | ドラマCD『天然女子高物語 ドラマCD feat.Aice5』エンディングテーマ | 2006年 |
| Love Power    | テレビアニメ『乙女はお姉さまに恋してる』オープニングテーマ       | 2006年 |
| Brand new day | テレビアニメ『陸上防衛隊まおちゃん』再放送版オープニングテーマ   | 2007年 |
| Eternity      | テレビアニメ『陸上防衛隊まおちゃん』再放送版エンディングテーマ   | 2007年 |

## 出演

### ラジオ
※はインターネット配信。
- Aice5 In Wonder RADIO（2006年 - 2007年、スタチャインターネットラジオ※）
- Aice5の今夜はBe with you（2015年10月19日、ニッポン放送）

### ライブ・イベント
| 公演年 | 形態       | タイトル                                         | 公演日・会場                            |
| ------ | ---------- | ------------------------------------------------ | --------------------------------------- |
| 2006年 | ゲスト出演 | STARCHILD DREAM in KOBE 3rd                      | 全1公演：3月11日 神戸国際会館（兵庫県） |
| 2006年 | ゲスト出演 | おとボクスペシャルイベント〜聖應学院にようこそ〜 | 全1公演：11月12日 川崎CLUB CITTA'       |
| 2015年 | 合同ライブ | イヤホンズ vs Aice5                              | 全1公演：11月22日 NHKホール（東京都）   |

### 雑誌
- Aice5 In Wonderland（主婦の友社「声優グランプリ」）
- Music Aice5（音楽専科社「hm3 SPECIAL」）
- Aice5物語 〜世界Aice5が始まった日〜（角川書店「月刊ニュータイプ」）

## その他
- 写真集「Aice5メモリアルフォトブック recollection」（学研プラス、2007年9月20日）ISBN 978-4054035607